# Nagykálló vasútállomás
Nagykálló vasútállomás egy Szabolcs-Szatmár-Bereg vármegyei vasútállomás Nagykálló településen, a MÁV üzemeltetésében. A város délnyugati részén helyezkedik el, a 4912-es út vasúti keresztezése közelében, közúti elérését a 49 312-es számú mellékút teszi lehetővé-

## Vasútvonalak
Az állomást az alábbi vasútvonalak érintik:
- Nyíregyháza–Mátészalka–Zajta-vasútvonal
- Nagykálló–Nyíradony-vasútvonal

## Kapcsolódó állomások
A vasútállomáshoz az alábbi állomások vannak a legközelebb:
- Nyíregyháza vasútállomás (Nyíregyháza–Mátészalka–Zajta-vasútvonal)
- Kállósemjén vasútállomás (Nyíregyháza–Mátészalka–Zajta-vasútvonal)

## Forgalom
| Járat        | Útvonal | Gyakoriság |
| ------------ | --- | ---------- |
| személyvonat | Nyíregyháza – Nagykálló – Kállósemjén – Máriapócs – Nyírbátor – Nyírcsászári – Hodász – Nyírmeggyes – Mátészalka | Napi 4 pár |